# Jerzy Aleksandrowicz Chodkiewicz
Jerzy Aleksandrowicz Chodkiewicz herbu własnego (ur. 1524, zm. 6 czerwca 1569 w Lublinie) – kasztelan trocki (1566), krajczy litewski (1555 r.), stolnik litewski (1549), starosta bielski, oszmiański i puński.
Jego ojcem był Aleksander Chodkiewicz (ur. 1457, zm. 28 maja 1549), koniuszy dworski (1502), marszałek hospodarski (1506), starosta puński, brzeski, knyszyński, wojewoda nowogródzki, dzierżawca wilkiejski, ostryński.
Po śmierci ojca odziedziczył Roś, Brzostowicę Wielką, Wolnę, Kamienicę oraz tzw. Kąt Puszczy Supraskiej (od stawu gródeckiego przez pola miejskie), zamek gródecki, Puszczę Błudowską, Wierzch Sokole, Błoto Sokole przez Bór Łupiczów, Borki.
Jego matką była księżna Wasylisa Hołowczyńska h. Łabędź (zm. 11 maja 1552), c. Jarosława Hołowczyńskiego pochowana w Supraślu. Matka braci – kniaziówna Wasylisa – po śmierci swego męża miała co roku przebywać na dworze kolejnego z synów.
Braćmi jego byli:
- Grzegorz Chodkiewicz (zm. 1572) – hetman wielki litewski,
- Hieronim Chodkiewicz (1500–1561) – kasztelan wileński
- Iwan Chodkiewicz (zm. przed 1549).

Ożenił się po 1555 r. z Eugenią Hornostaj (zm. 1557) i z nią miał syna; Konstantego Chodkiewicza i córkę Zofię Chodkiewicz.
Poślubił po 1558 Zofię Olelkowicz Słucką. Z nią miał córkę; Halszkę Chodkiewicz, którą poślubił Wacław Szemet – kasztelan smoleński, i syna Jerzego Jurjewicza (zm. 1595) – krajczego, starostę żmudzkiego, marszałka Trybunału Litewskiego, oraz Hieronima Chodkiewicza (zm. 1617) – krajczego, starostę  brzeskiego, kasztelana wileńskiego.
Jerzy  wraz  z braćmi Grzegorzem i Hieronimem  oraz z bratankiem Janem Hieronimowiczem (ok. 1537-1579) stworzył układ polityczno-ekonomiczny, który często był w opozycji do Radziwiłłów, ale w obliczu zagrożenia Rzeczypospolitej, razem oba rody stawały w obronie litewskich interesów politycznych. 
Na sejmie bielskim 1564 roku był świadkiem wydania przywileju bielskiego przez króla Zygmunta II Augusta. 